# فرودگاه جانسن لیک
فرودگاه جانسن لیک (به انگلیسی: Johnson Lake Airport) یک فرودگاه همگانی است که یک باند فرود چمن دارد و طول باند آن ۷۶۲ متر است. این فرودگاه در کشور کانادا قرار دارد و در ارتفاع ۶۱۰ متری از سطح دریا واقع شده‌است.